# Fedis
Pour l’article homonyme, voir FEDIS.
Fedis est un des 180 woredas de la région Oromia, en Éthiopie. La population était de 113 108 habitants en 2007. Faisant partie de la zone Misraq Hararghe (Est Hararghe), Fedis est bordé au sud-ouest par Gola Odana Meyumuluke, à l’ouest par Girawa, au nord-ouest par Haro Maya, au nord par la région Harar, à l’est par Babille, et au sud-est par la rivière Erer qui le sépare de la région Somali[réf. souhaitée].
Boko, le centre administratif du woreda, avait 4 574 habitants en 2007.
Boko, qui peut également s'écrire Bocco ou Boku, se trouve à environ 1 699 m d'altitude[à vérifier].
Le woreda Fedis de la région Oromia porte le même nom qu'une localité qui se trouve un peu plus au nord dans la région Harar.